# Pantoffel

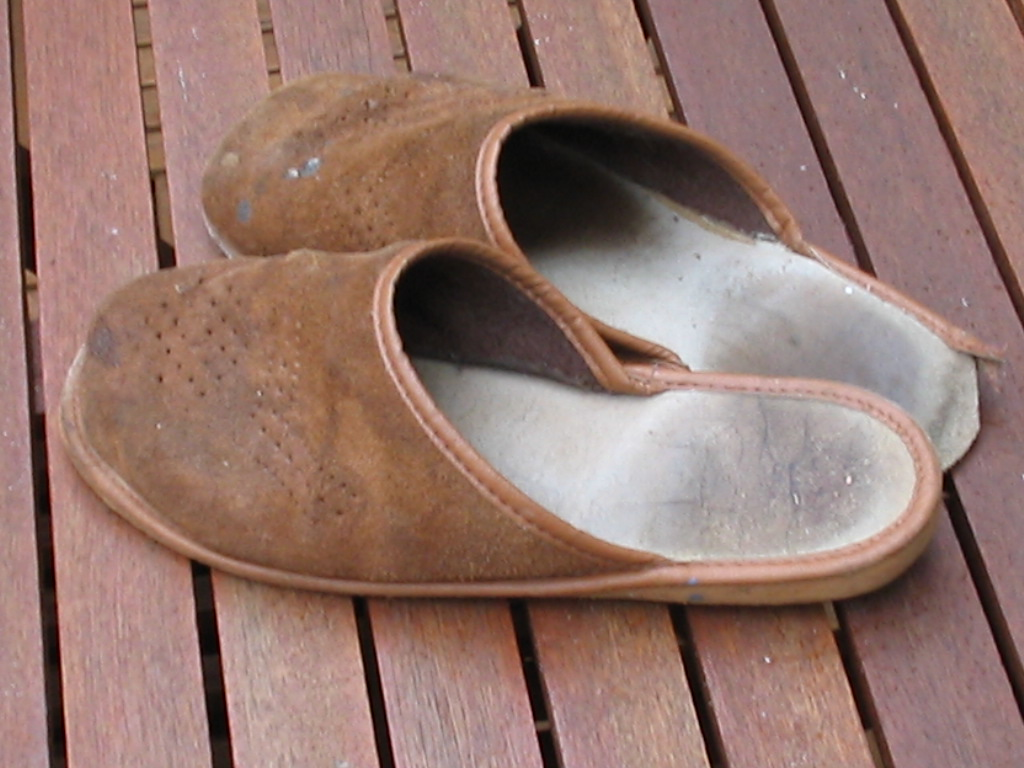
Pantoffels

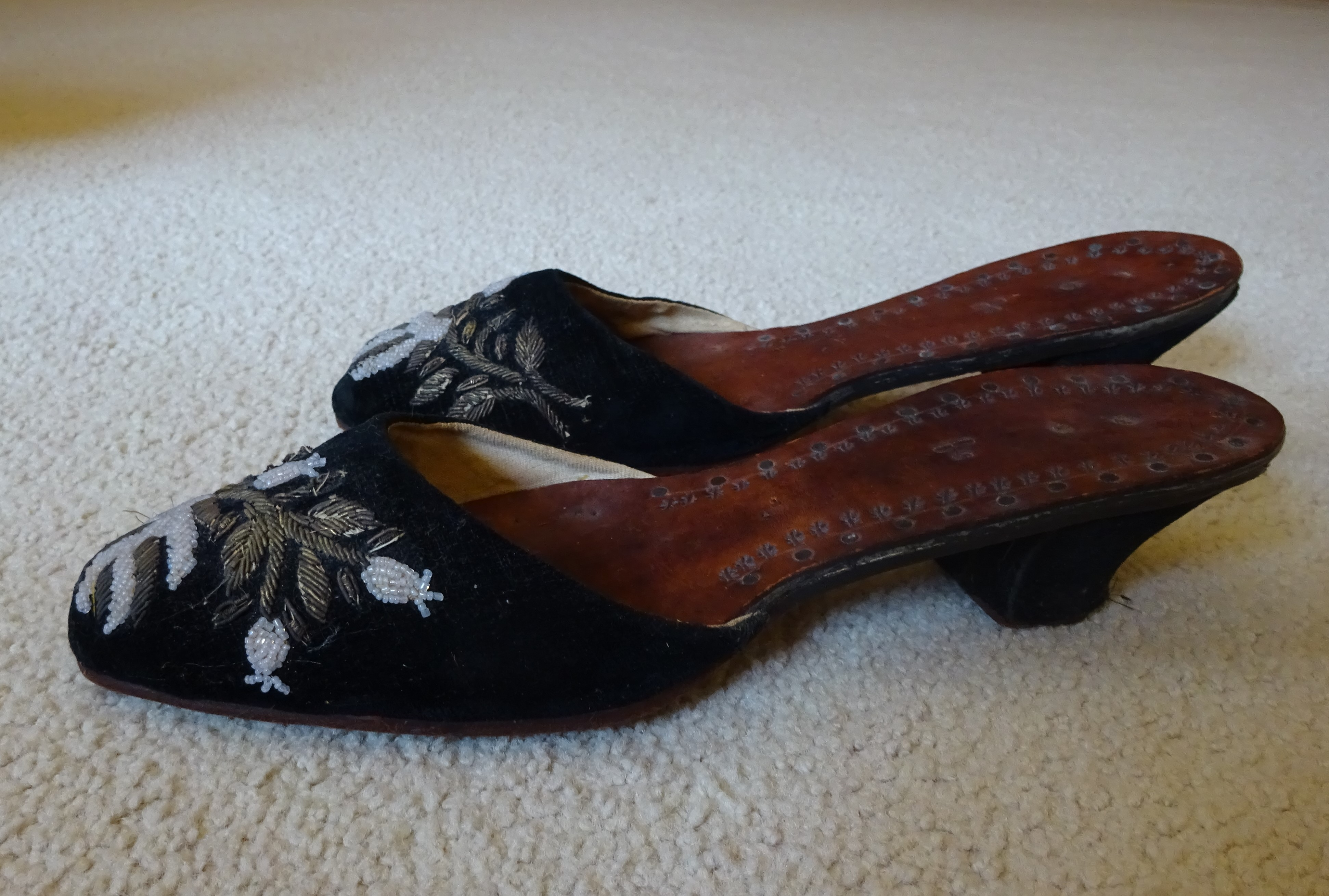
Muiltjes

Een pantoffel (ook: sloef, slof, slets, muil of huisschoen) is schoeisel voor binnenshuis. 
De pantoffel is meestal lichter van gewicht en soepeler dan een gewone schoen. De pantoffel is niet bedoeld voor een vochtige omgeving, daarvoor is de slipper. 
Een pantoffel is vooral bedoeld om de drager comfort te verschaffen: zacht en warm aan de voeten, en gemakkelijk aan- en uit te trekken. Er zijn pantoffels die om de hiel sluiten en er zijn pantoffels die dat niet doen. Een pantoffel in de vorm van een muiltje sluit nooit om de hiel en is vaak een combinatie van een slipper en een sandaal met hak.
Vaak draagt men pantoffels omdat schoenen uit doen bij binnenkomen gewoonte is, maar het te koud op sokken is.
De maatvoering bij pantoffels is dezelfde als bij schoenen. Dit geldt zowel voor Europese als niet-Europese maten.

## De pantoffel in de taal
De pantoffel wordt in de volgende woorden gebruikt:
- Pantoffelheld
- Pantoffelparade
- Pantoffeldiertjes

Slof:
- Uitdrukkingen met slof

De pantoffel komt voor in de volgende spreekwoorden:
- De pantoffel kussen
- Iets op zijn pantoffels aankunnen
- Onder de sloef liggen

## De pantoffel in verschillende culturen
In Japan worden binnenshuis uitsluitend pantoffels gedragen. Voor het toiletbezoek heeft men een speciaal paar pantoffels.